# Dineutus indicus
Dineutus indicus es una especie de escarabajo del género Dineutus, familia Gyrinidae. Fue descrita científicamente por Aube en 1838.
Habita en India, Nepal, Pakistán y Sri Lanka.